# Rotlappenkiebitz

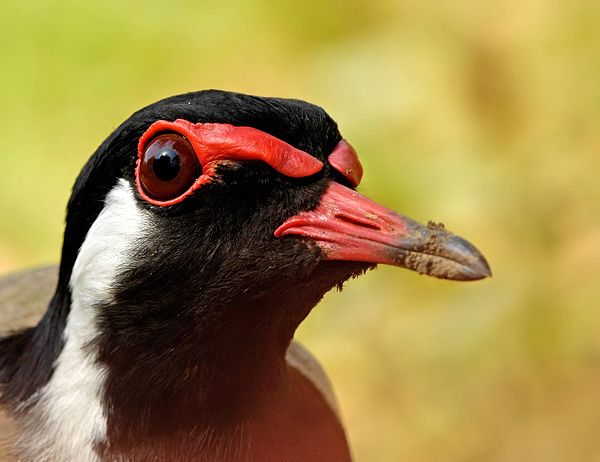
Porträt

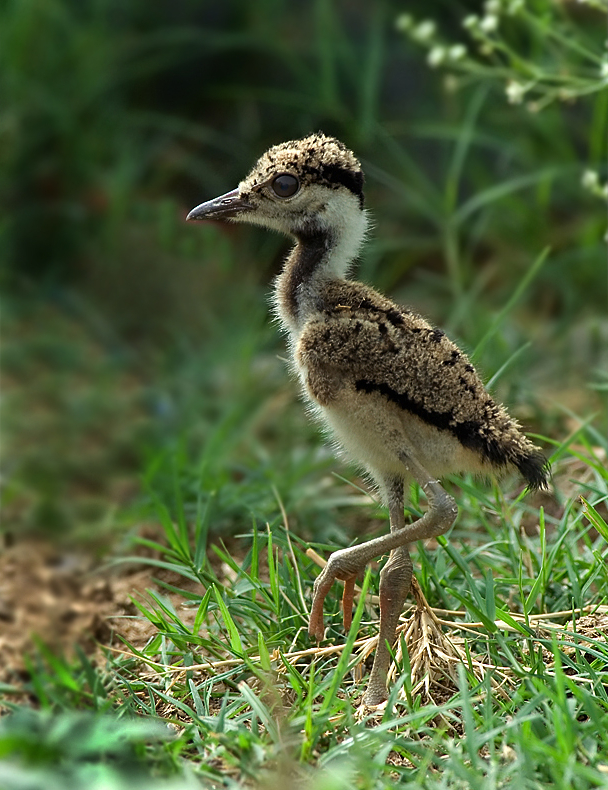
Jungvogel

Der Rotlappenkiebitz (Vanellus indicus) ist ein mittelgroßer Watvogel in der Familie der Regenpfeifer (Charadriidae). Es werden vier Unterarten unterschieden.

## Beschreibung

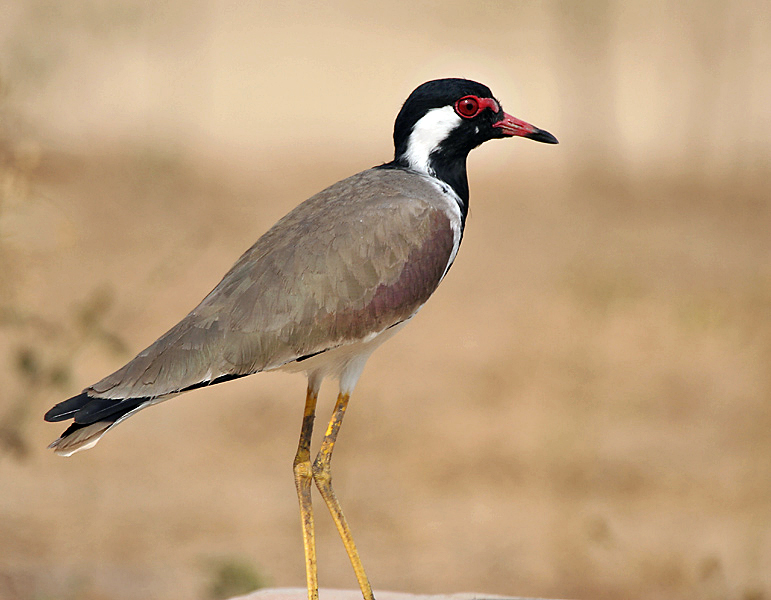

Rotlappenkiebitze erreichen eine Körperlänge von 32 bis 35 Zentimeter. Sie entsprechen damit in der Größe einem Kiebitz. Männchen und Weibchen gleichen sich im Aussehen.
Die gelben Beine und der rote Schnabel mit schwarzen Spitzen sind relativ lang. Das Oberseitengefieder hat eine hellbraune Farbe mit einem grün-metallischen Anflug. Der Vogel besitzt eine schwarze Krone, schwarzes Gefieder am vorderen Gesichtsbereich, schwarzes Brustgefieder und schwarze Spitzen an den weißen Schwanzfedern. An den Seiten des Gesichts befindet sich jeweils ein roter Lappen von der Schnabelwurzel bis zu den Augen. Am hinteren Gesichtsbereich ist das Gefieder weiß, das nach unten in ein weißes Unterseitengefieder ausläuft. Im Flug wird ein breites weißes Band sichtbar, das diagonal über den Flügel verläuft. Die Handschwingen, Handdecken und die äußeren Armschwingen sind schwarz. Die Oberschwanzdecken und Steuerfedern sind weiß. Der Schwanz weist eine breite schwarze Endbinde auf.
Jungvögel haben eine mattere und bräunlich verwaschene Kopfzeichnung. Das Kinn und die Kehle sind weißlich. Die roten Hautlappen sind bei Jungvögeln weniger stark ausgeprägt als bei adulten Vögeln.

## Verbreitung und Lebensraum

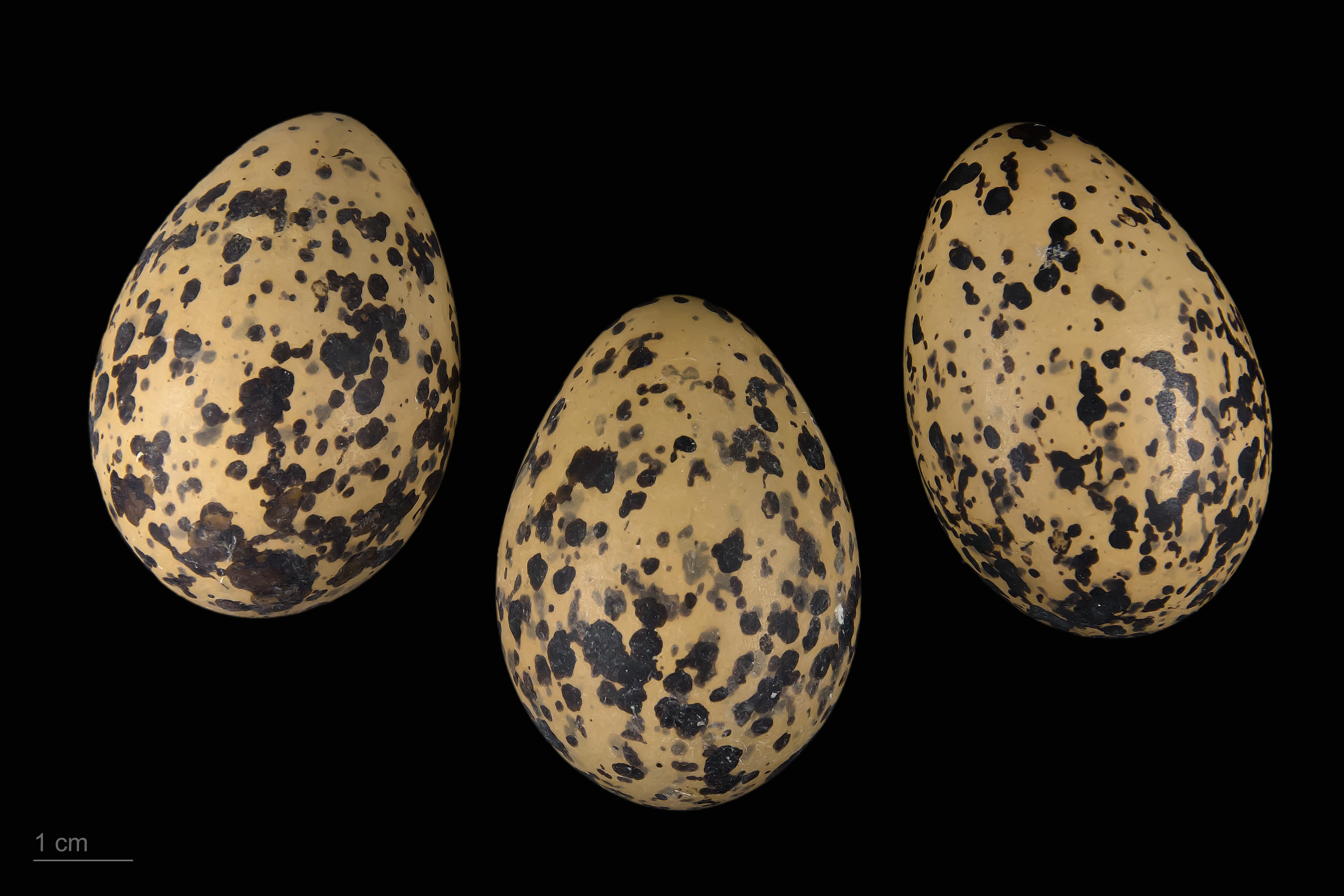
Vanellus indicus aigneri

Die Brutgebiete des Rotlappenkiebitzes erstrecken sich über Sumpfgebieten und entlang von Flüssen im Irak, Iran und Zentralasiens, sowie über weite Gebiete von Süd- und Südostasiens. Die Vögel, die im Süden von Russland brüten, wandern im Winter nach Südasien wie Indien und nach Ostafrika und Nordostafrika ab. Als seltener Gast kommt der Rotlappenkiebitz auch in Westeuropa vor. Das Verbreitungsgebiet der einzelnen Unterarten ist wie folgt verteilt:
- Die Nominatform Vanellus indicus indicus (Boddaert, 1783) kommt in Pakistan, Indien, Nepal und Bangladesch vor.
- Die Unterart Vanellus indicus lankae (Koelz, 1939) ist auf Sri Lanka verbreitet
- Die Unterart Vanellus indicus atronuchalis (Jerdon, 1864) kommt vom Nordosten Indiens und Myanmar bis nach Malaysia und Vietnam vor.
- Die Unterart Vanellus indicus aigneri (Laubmann, 1913) besiedelt den Südosten der Türkei, Irak, den Süden und Osten Irans, den Süden Turkmenistans, den Osten Arabiens, Afghanistan und Pakistan bis zum Indus.

Der Rotlappenkiebitz kommt überwiegend im Binnenland in der Nähe von Gewässern vor. Er kann auf Schlammflächen, an Tümpeln, Gräben, Kanälen und Flüssen beobachtet werden. Er ist ein Kulturfolger und kommt besonders häufig auf weiträumig bewässerten Feldern vor, kann aber auch in grasigem oder steinigem Ödland beobachtet werden.
Rotlappenkiebitze sind überwiegend Standvögel mit nur kurzen Wanderungen in Trockenzeiten oder nach Regenfällen. Die kleine Zahl der Brutvögel in Turkmenistan sind dagegen Zugvögel, die in Afghanistan oder Pakistan überwintern und in der zweiten Hälfte des April nach Turkmenistan zurückkehren. Es liegen nur wenige Informationen bezüglich der Bestandszahlen vor. Im Süden des Iran ist der Rotlappenkiebitz ein weitverbreiteter und häufiger Vogel. Möglicherweise profitiert die Art davon, dass in der iranischen Landwirtschaft zunehmend künstliche Bewässerung eingesetzt wird. Im Irak nahmen die Bestandszahlen vermutlich dramatisch ab, nachdem dort in den 1990er Jahren in großem Stil Feuchtgebiete trockengelegt wurden.

## Lebensweise
Rotlappenkiebitze suchen vor allem während der Nacht nach Nahrung. Sie fressen überwiegend bodenbewohnende Wirbellose wie beispielsweise Käfer, Ameisen, Heuschrecken und Termiten. Daneben werden auch Mollusken, Würmer und Krebstiere aufgenommen.
Die Nester werden gewöhnlich direkt auf dem Boden errichtet und befinden sich meist in Wassernähe. Die flache Nistmulde wird häufig mit kleinen Steinchen oder anderem Material ausgelegt. Das Gelege besteht aus drei bis vier Eiern. Diese sind lederfarben mit einem gelblichen oder grünlichen Anflug und weisen schwarzbraune Flecken und Sprenkel auf. Beide Elternvögel brüten, den größeren Brutanteil hat jedoch das Weibchen. Die Brutdauer beträgt 26 Tage.